# ピーター・フロイヘン

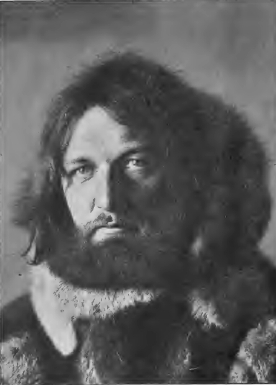
友人クヌート・ラスムッセンによるポートレート。

ローレンツ・ピーター・エルフレッド・フロイヘン（丁: Lorenz Peter Elfred Freuchen、1886年2月2日 - 1957年9月2日）は、デンマークの探検家、作家、ジャーナリスト、文化人類学者。北極圏探検、特にトゥーレ遠征で有名。

## 生涯
1886年、フロイヘンはデンマークのニュクービン・ファルスタに母アン・ペトライン・フデレリッケ（1862年 - 1945年）と父ローレンツ・ベンゾン・フロイヘン（1859年 - 1927年）の息子として生まれた。ニュクービン・ファルスタは船が出入りする港町で、幼い頃から航海士達が話す海や遠い土地の事を見聞きして育った。子供時代は「家の窓から見える海を見ながら、遠い海の向こうを探検する自分を夢想していた」と、著書の中で語っている。
両親は弁護士や会社員などの職を望んだが、航海と探検の夢を捨てきれず、ある夜、家を抜け出し、グリーンランドへ向かう船に飛び乗り航海士となった。
一度デンマークへ帰国した際に、港で待ち構えていた父の説得によりコペンハーゲン大学薬学部に入学するが、退学。探検家になる道を選んだ。
フロイヘンは生涯で三度結婚している。1911年にイヌイットの女性ナヴァラナ・メクパルク（1921年没）と結婚。二人の子供（息子：メクサク・アヴァタク・イギマクススックトラングァパルク、1916年 - 1962年、娘：ピパルク・ジェッテ・トゥクミングアク・カサルク・パリカ・ハジェー、1918年 - 1999年）を授かった後、1921年スペイン風邪の大流行によりナヴァラナは死去した。
1924年にマグダレーナ・ヴァン・ラウリッドセン（1881年 - 1960年）と再婚した。マグダレーナはデンマーク国立銀行の理事であったピーター・ラウリッドセン（1847年 - 1920年）の娘であり、20年間フロイヘンと添い遂げたが、1944年に結婚生活を解消した。
1945年に、デンマークのファッションイラストレーター、ダグマー・コーン（1907年 - 1991年）と再婚した。
フロイヘンの孫であるピーター・イッティヌアーはイヌイットとしてカナダで初めての下院議員に当選した。1979年から1984年まで、カナダ下院議員、ヌナトシャク選挙区の代表を務めた。

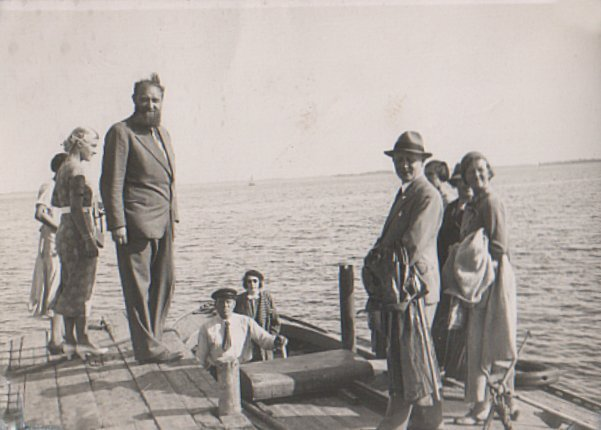
所有していたエネホヘ島で客人を迎えるフロイヘン。

1926年から1940年まで、フロイヘンはデンマークのナクスコヴフィヨルド上にある島、エネホヘを所有しており、島内で幾多の本や学術論文を執筆し、ゲストを楽しませていた。無人島となっていたエネホヘは、2000年からナクスコヴ野生動物保護地区の一部となっている。

## 業績

### グリーンランド遠征

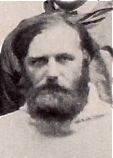
1921年のトゥーレ遠征の集合写真。

1906年に、友人であったクヌート・ラスムッセンと共にデンマークを出航、グリーンランドへ初めての遠征に出発した。グリーンランドに到着後、1000キロの道のりを犬ぞりで更に北へ北へと向かい、そこでイヌイットとその文化に初めて出会った。
数年の間グリーンランドのカーナークに居住し、イヌイットたちと生活を共にした。イヌイット達と交易しながらイヌイット語を学び、狩りの仕方を学んだ。フロイヘンは身長2メートル1センチと非常に体躯が大きく、狼を武器無しで素手で仕留めたり、白熊を一人で狩って毛皮のコートに仕立てたという逸話も残っている。
1910年から1924年には、ラスムッセンと共に更に度々遠征に参加し、グリーンランド氷床の横断に成功した。
1910年、ラスムッセンとフロイヘンはグリーンランドのケープヨークにイヌイット達との交易を行う「トゥーレ交易所」を開設。「トゥーレ」という名前は交易所が世界最北の地にあることに基づいて、中世地誌などで「既知の世界の境界線」を越えた世界の最果てを意味する“ウルティマ・トゥーレ”や、古典文学に登場する極北の伝説の地“トゥーレ”から採られた。交易所はその後、1912年から1933年のトゥーレ遠征として知られる７回の遠征で基地として使われた。

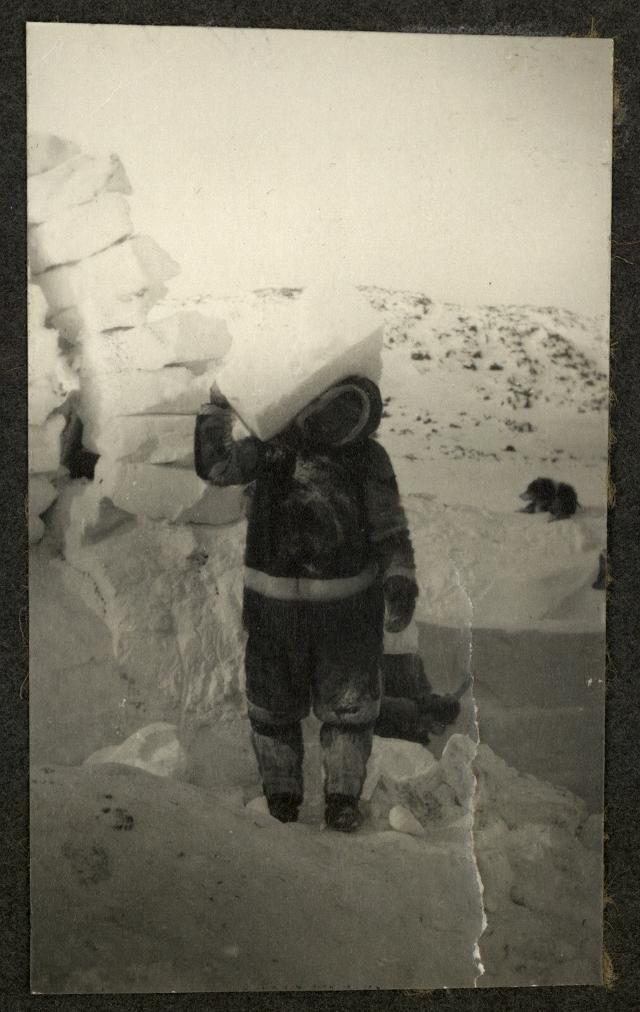
1921年のトゥーレ遠征で、氷のブロックを運ぶ当時の様子。

1912年、ラスムッセンとフロイヘンによる最初のトゥーレ遠征は、ピアリーランドがグリーンランドと海峡で隔てられているというアメリカ人探検家ロバート・ピアリーの主張が正しいかどうかを確かめる為に行われた。内陸氷地帯を1000kmにわたって探検し、ピアリーランドが半島であることを証明し、イギリスの地理学者で探検家、地理学会の会長 クレメンツ・マーカムに、「犬ぞりでなされた最も優れた業績」と賞賛された。この探検についてフロイヘンは「ヴァグラント・ヴァイキングVagrant Viking (1953) と」　「アイ セイルド ウィズ ラスムッセン　I Sailed with Rasmussen (1958) 」の2冊の探検記を出版した。
フロイヘンは著書Vagrant Viking の中で、この遠征が犬ぞりによるグリーンランド横断の史上初の成功と位置づけた。
この遠征の途中で雪崩に巻き込まれた際には、すぐに雪が氷状に固まり抜け出せなくなり、スーツケース大の空間に30時間弱閉じ込められることになった。掘削器具を持ち合わせていなかったフロイヘンは、自らの大便を短刀の形に凍らせて氷を削り落として脱出した。
1910年から1924年の間、トゥーレを訪れるビジターを対象に、イヌイット文化についての講義を行っていた。またデンマークでもラスムッセンと共に、トゥーレ遠征やイヌイットについての講義を度々行った。
フロイヘンの最初の妻、イヌイットのメクパルクとは1911年にフロイヘンがイヌイットの居住地で暮らした際に出会った。グリーンランドのイヌイットの伝承に登場するナヴァラナという伝説上の人物の名前を有しており、フロイヘンの遠征に何度も同行したことで知られている。
二人の子供をもうけたが、フロイヘンが「白人として育てるより、エスキモーとして育つことがより幸福である」とし、子供たちをイヌイットの居住区で育てた。
彼女が死去した際、フロイヘンはナヴァラナの遺体をグリーンランドのウペルナヴィクにある古いキリスト教教会の墓地に埋葬したいと望んだが、ナヴァラナが洗礼を受けていなかったことを理由に教会は墓地への埋葬を拒否、フロイヘン自身が墓穴を掘り、自らの手で埋葬した。
フロイヘンは後に、イヌイットの文化や伝統を理解、尊重しないままイヌイット達へ宣教活動を行うキリスト教会を強く批判した。クヌート・ラスムッセンは後に、メクパルクに敬意を表し、1933年に東部グリーンランドで撮影された映画“Palos Brudefærd”の主役にナヴァラナと名付けた。

### 政治活動、著作、映画、探検
1920年代にフロイヘンはデンマークに戻り、デンマーク社会民主党の党員となり、党新聞の「ポリティケン　Politiken 」に記事を執筆した。
1924年にマグダレーナ・ヴァン・ラウリッドセン（1881年-1960年）と再婚した。ラウリッドセン家は、父の国立銀行での仕事のみならず、マーガリンを製造する会社などを所有し、デンマークでも大変著名な大富豪の一族であった。マグダレーナの両親はフロイヘンを大変気に入っており、1926年から1932年には、フロイヘンを家族が所有していたデンマークの女性向け週刊誌Ude og Hjemme,の初代編集長とした。Ude og Hjemmeは今日でも引き続き存続しており、デンマークで最も長く続く雑誌となっている。また映画会社の主任も務めていた。
大富豪と結婚したものの、探検への意欲は衰えることなく、引き続き幾度もの遠征に参加していた。
1926年のグリーンランド探検では、キャンプに戻った際につま先が壊疽を起こしており、左足全体が凍傷にかかっているのを発見。凍傷を食い止める為に、手持ちのペンチを使い、麻酔なしで自ら足首から下を大きくちぎり落とし、鉤針を義足代わりとして探検を続けた。
フロイヘンの著作「エスキモー　Eskimo」は既に何ヶ国語かに翻訳されており、本の講演の為にアメリカを訪れた。ハリウッドは「エスキモー」の内容にインスピレーションを受け映画製作を決意、1932年、フィルムスタジオ MGM（メトロ ゴールドウィン メイヤー） の出資により映画撮影を目的とするアラスカ遠征が行われた。フロイヘンはコンサルタント、北極関連の脚本のスペシャリストとして雇われた。この遠征が、MGMが製作した、第7回アカデミー賞編集賞受賞映画 「エスキモー　Eskimo/Mala The Magnificent」となった。この映画では、アラスカイヌイットの母をもつアラスカンハリウッドスター、レイ・マラが主演を務めた。また史上初の、イヌイット言語が使われた映画となった。最初フロイヘン自身は演技に全く興味が無かったが、フロイヘンの著作に登場する探検家にふさわしい人物を探せず、探検家として自身が映画に出演することとなった。
「エスキモー」のプレミア上映にて、ヒットラーお抱えの映画監督でナチス・ドイツプロパガンダ映画を多く撮影したレニ・リーフェンシュタールと出会ったフロイヘンは、酔ったフリをして彼女を掴み上げると、頭の上高くまで彼女の体を抱えてくるくると振り回すという嫌がらせをした。
1935年には南アフリカを訪れ、また1940年代にはシベリアに旅行している。

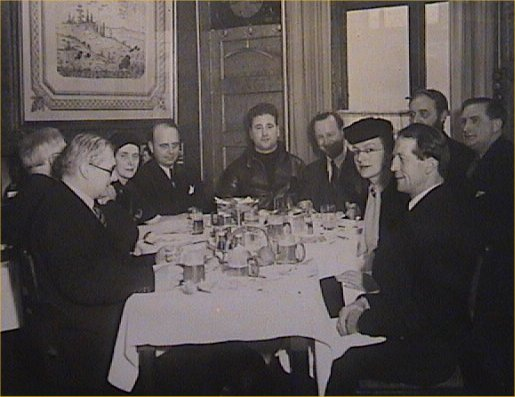
Eventyremes Klub会合の様子、1938年。

1938年フロイヘンはデンマークに探検クラブ（デンマーク語: Eventyrernes Klub）を設立、今日までクラブは存続している。クラブは後に、フロイヘンの軌跡を記念し、フロイヘンが1906年に始めてデンマークからグリーンランドに渡った場所に、柏の木を植樹し、イヌイット伝統の積み石「ケアン」を配した。記念碑はコペンハーゲンの中心地で、人魚姫の彫像から程遠くない位置にある。

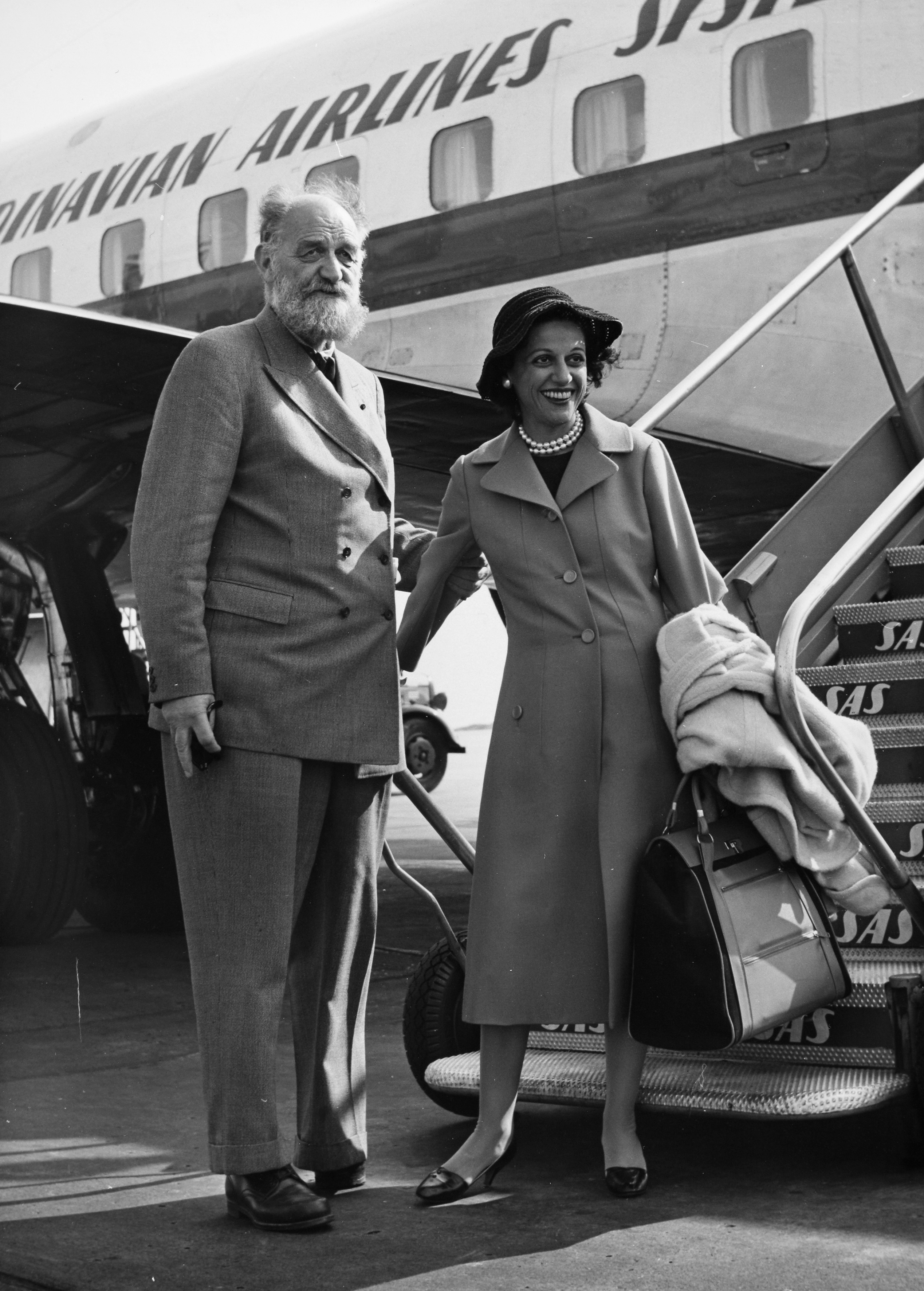
妻のダグマー・コーンと、1950年代。

### ナチス占領下からアメリカへ
第二次世界大戦中は、1926年の凍傷で片足を失っていたにもかかわらず、デンマークレジスタンス運動に積極的に関わり、ナチス・ドイツによるデンマーク占領に真っ向から反対の意を表明した。街中で反ユダヤ主義を口にする者がいるとにじり寄り、「自分はユダヤ人だ！」とナチスの将校たちの前で大声でふれ回って歩いた。アドルフ・ヒットラー自身に目を付けられ、フランスにて逮捕、ナチスにより投獄され死刑を宣告されるが、スウェーデンへの脱出に成功し、ニューヨークへ移住した。1944年、友人の集まりでユダヤ系デンマーク人のダグマー・フロイヘン・ゲイルと出会い、結婚した。ファッションイラストレーターだった妻ダグマーは、アメリカの有名ファッション雑誌「ヴォーグ」と「ハーパーズ バザー」で仕事をしていた。1947年には、ダグマーのイラストがアメリカンヴォーグの表紙を飾っている。
1956年にはアメリカの有名クイズ番組The $64,000 Questionに出演し、世界の海というクイズテーマで、史上5人目、最高賞金である64000ドル（2019年の通貨価値で約3千8百万円）を獲得している。
著書Vagrant Vikingによれば、フロイヘンは北欧やその他諸国の王族と交友関係があったとされており、更にニューヨークでの社交やハリウッドでの映画製作活動が影響し、アメリカ政界にも顔を売るきっかけとなった。

## 晩年
晩年、フロイヘンと妻のダグマーはニューヨークに居住しながら、コネチカットのノアンクに第二の家を所有した。

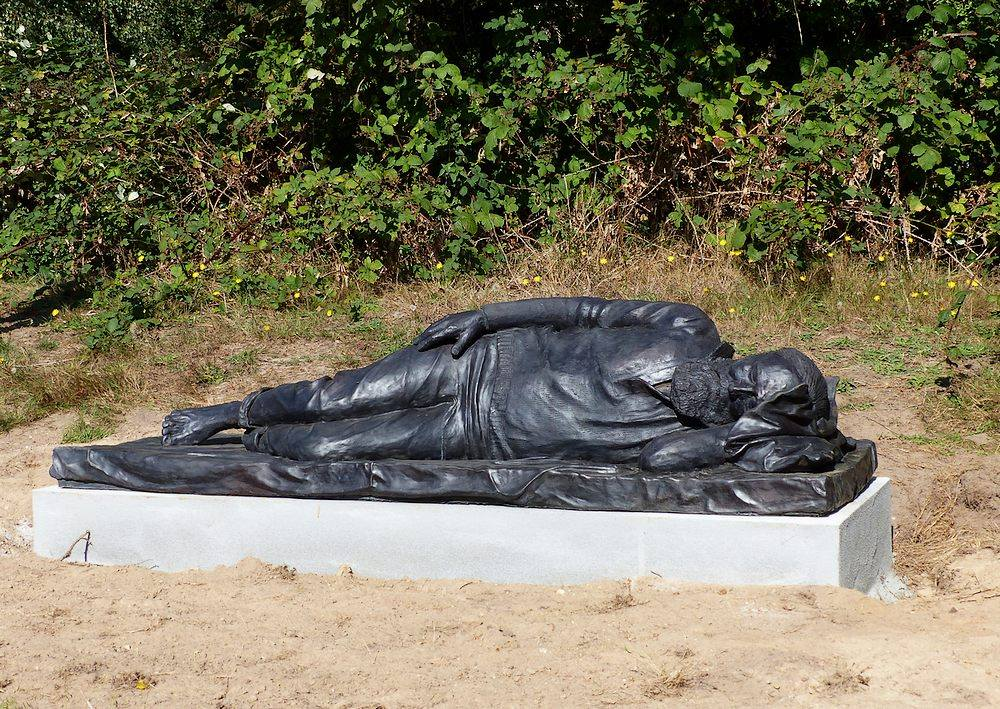
John Kørnersによるピーターフロイヘンの眠る彫像、エネホヘ島。

フロイヘン最後の著作「Book of the Seven Seas」は1957年8月30日にノアンクにて出版された。世界の海についての博物誌と、自らの探検での経験、未来の環境破壊への予測と警鐘までを網羅した内容で、フロイヘンの探検人生の集大成となった。その三日後、フロイヘンはアラスカ、アンカレッジのエルメンドーフ空軍基地にて、心臓発作の為に死去した。死後、遺灰はトゥーレの外に位置するテーブル上の山、ダンダス山に散骨された。